# Bjarki Jóhannesson
Bjarki Jóhannesson (* 9. März 1996) ist ein isländischer Eishockeyspieler, der seine gesamte bisherige Karriere bei Skautafélag Reykjavíkur in der isländischen Eishockeyliga verbrachte.

## Karriere
Bjarki Jóhannesson begann seine Karriere bei Skautafélag Reykjavíkur, für das er bereits als 14-Jähriger in der isländischen Eishockeyliga debütierte und bis heute spielt. 2023 und 2024 wurde er mit dem Team isländischer Meister.

### International
Im Juniorenbereich nahm Bjarki Jóhannesson mit Island an den U18-Weltmeisterschaften 2012, 2013 und 2014, als er zum besten Spieler seiner Mannschaft gewählt wurde, in der Division II sowie den U20-Weltmeisterschaften 2013, 2014 und 2015 in der Division II und 2016, als er mit der besten Bullybilanz erneut als bester Spieler seiner Mannschaft ausgezeichnet wurde, in der Division III teil.
Für die isländische Herren-Nationalmannschaft spielte Bjarki Jóhannesson erstmals bei der Weltmeisterschaft 2016 in der Division II. Auch 2018, 2019, 2022 und 2023 spielte er in der Division II. Zudem vertrat er seine Farben bei den Olympiaqualifikationen für die Winterspiele in Peking 2022 und in Mailand 2026.

## Erfolge und Auszeichnungen
- 2022 Aufstieg in die Division II, Gruppe A, bei der Weltmeisterschaft der Division II, Gruppe B
- 2023 Isländischer Meister mit Skautafélag Reykjavíkur
- 2024 Isländischer Meister mit Skautafélag Reykjavíkur